# Costa Brava
Costa Brava, más néven a vad part Spanyolország északkeleti részén, Katalónia területén helyezkedik el. Barcelona innen csaknem 2 órányi autóútra található. Ezen a kb. 153 kilométeres partszakaszon sziklaszirtes szakaszok, valamint kavicsos illetve homokos strandok húzódnak. Az itt található leglátogatottabb tengerparti üdülővárosok közé tartoznak: Tossa de Mar, Lloret de Mar vagy éppen Blanes. Ezek közül Lloret de Mar az a hely, ahol inkább az éjszakai élet kedvelői vakációznak. Itt éjjel sem áll meg az élet. A turistákkal tele utcákon sok éjjeli club hirdeti diszkóját. Costa Brava egyszóval számos szórakozási lehetőséget nyújt. A partszakaszon elhelyezkedő hotelek többsége 3 és 4 csillagos rangot érdemelt ki.[forrás?]
Costa Brava a spanyol tengerpart egyik legkeresettebb üdülőhelye, de Costa Blanca, Costa del Sol, Costa Dorada vagy akár Costa de la Luz üdülőhelyei is sok turistát vonzanak minden évben.

## Képgaléria

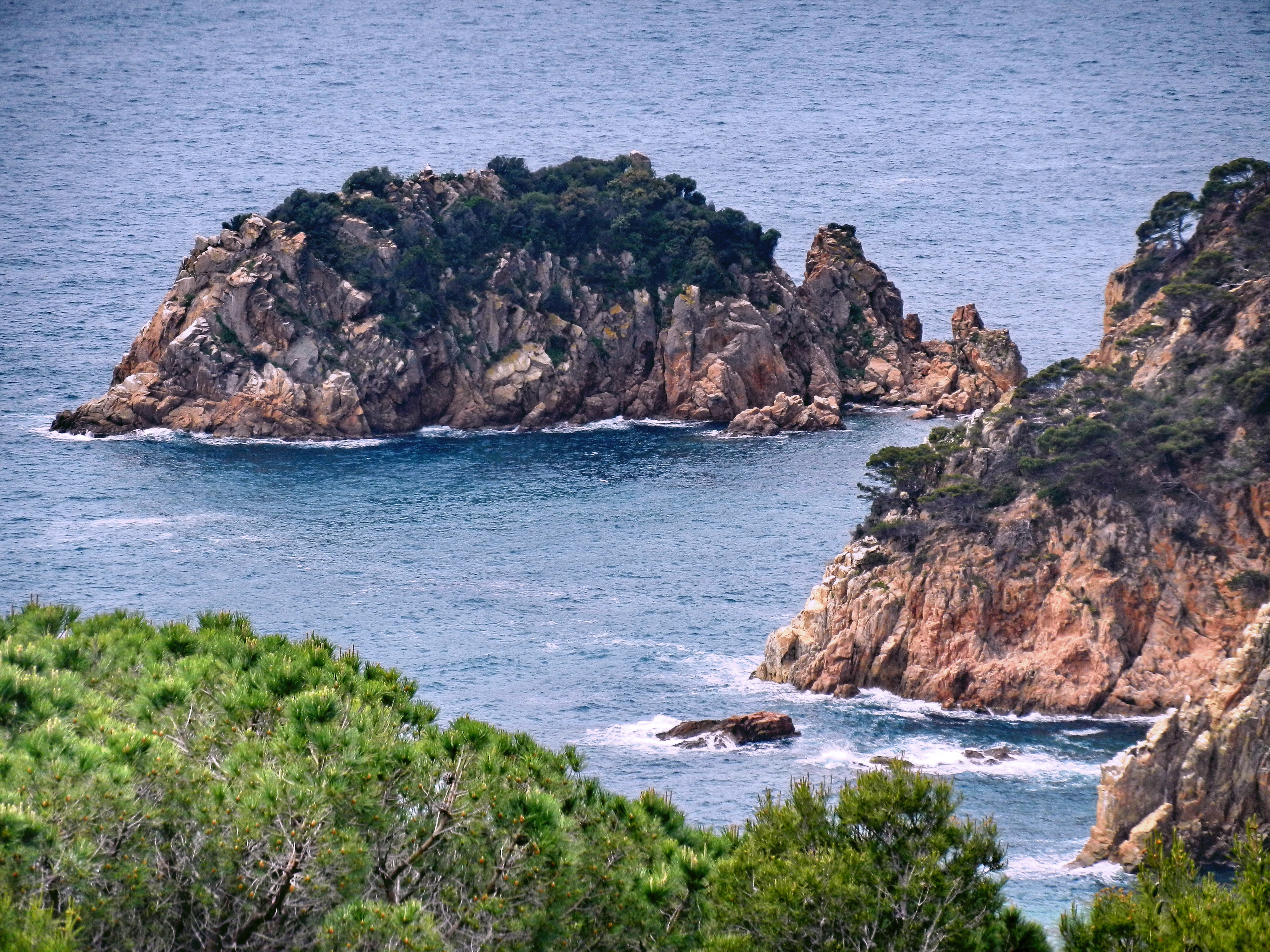
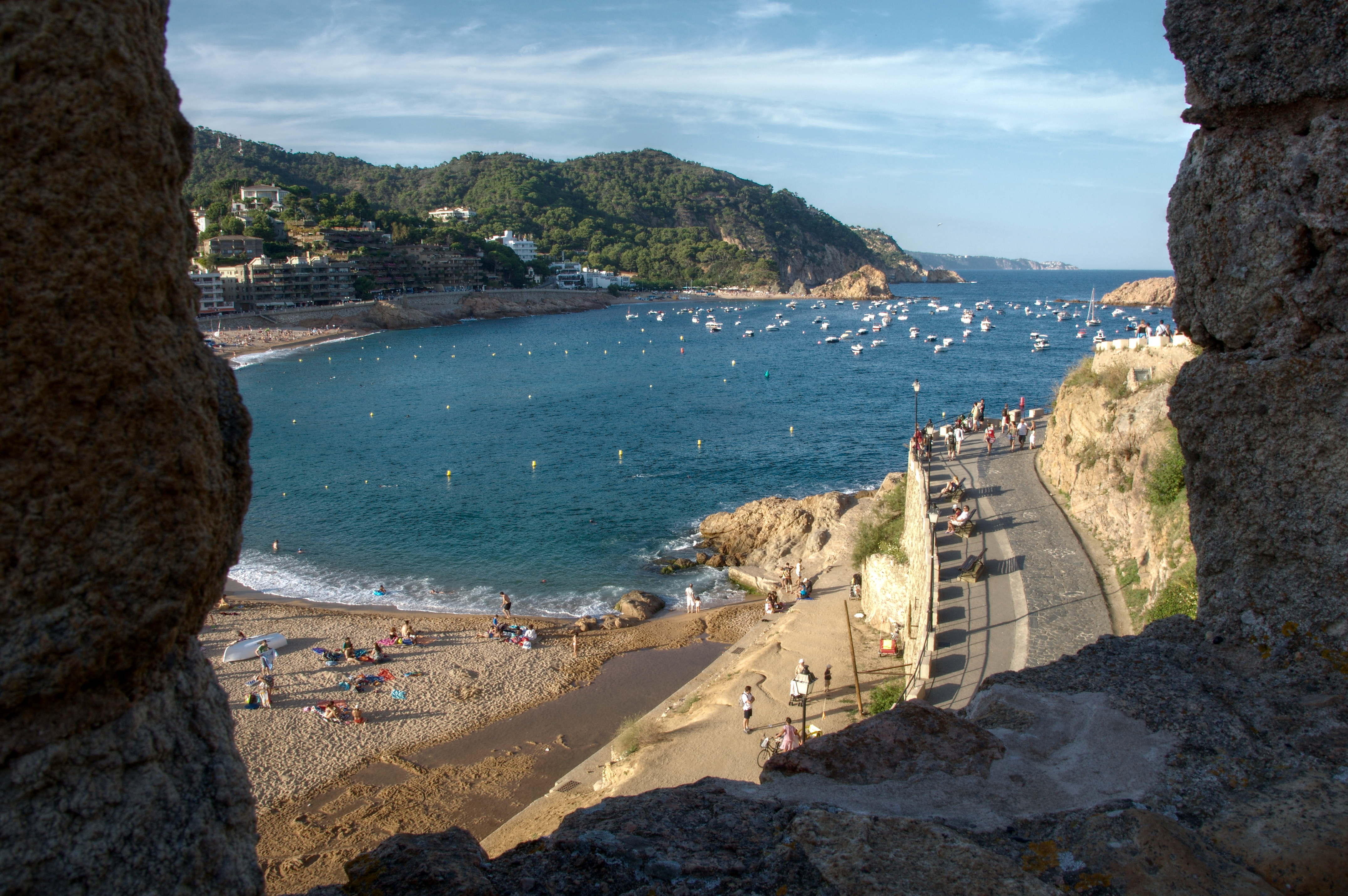
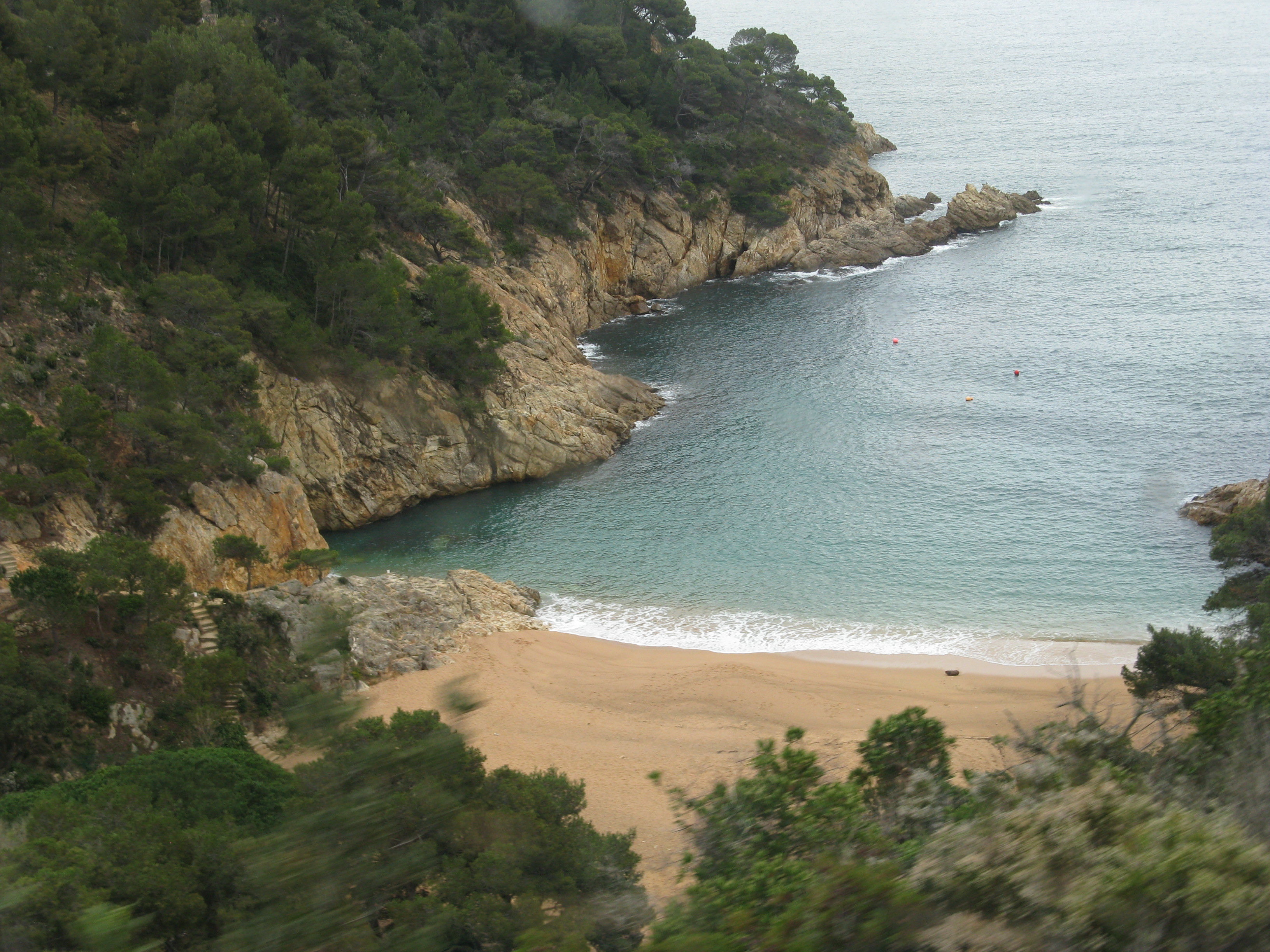
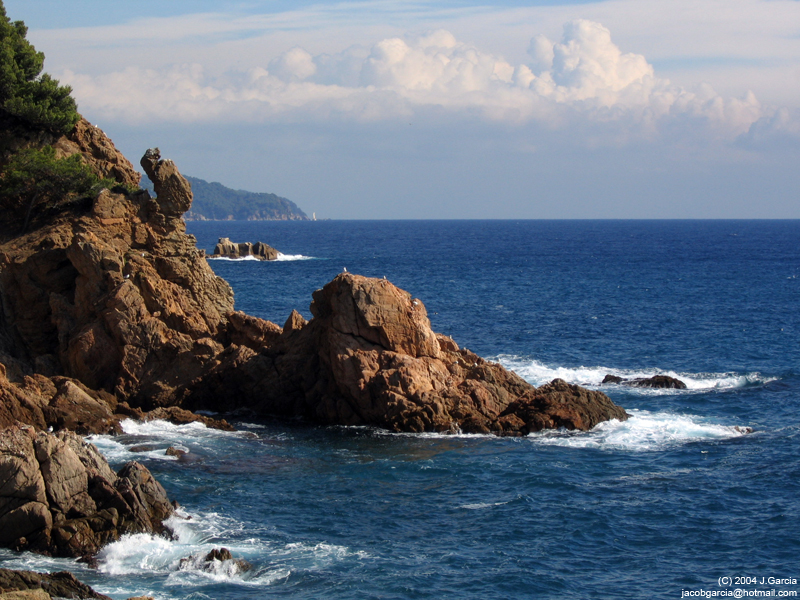
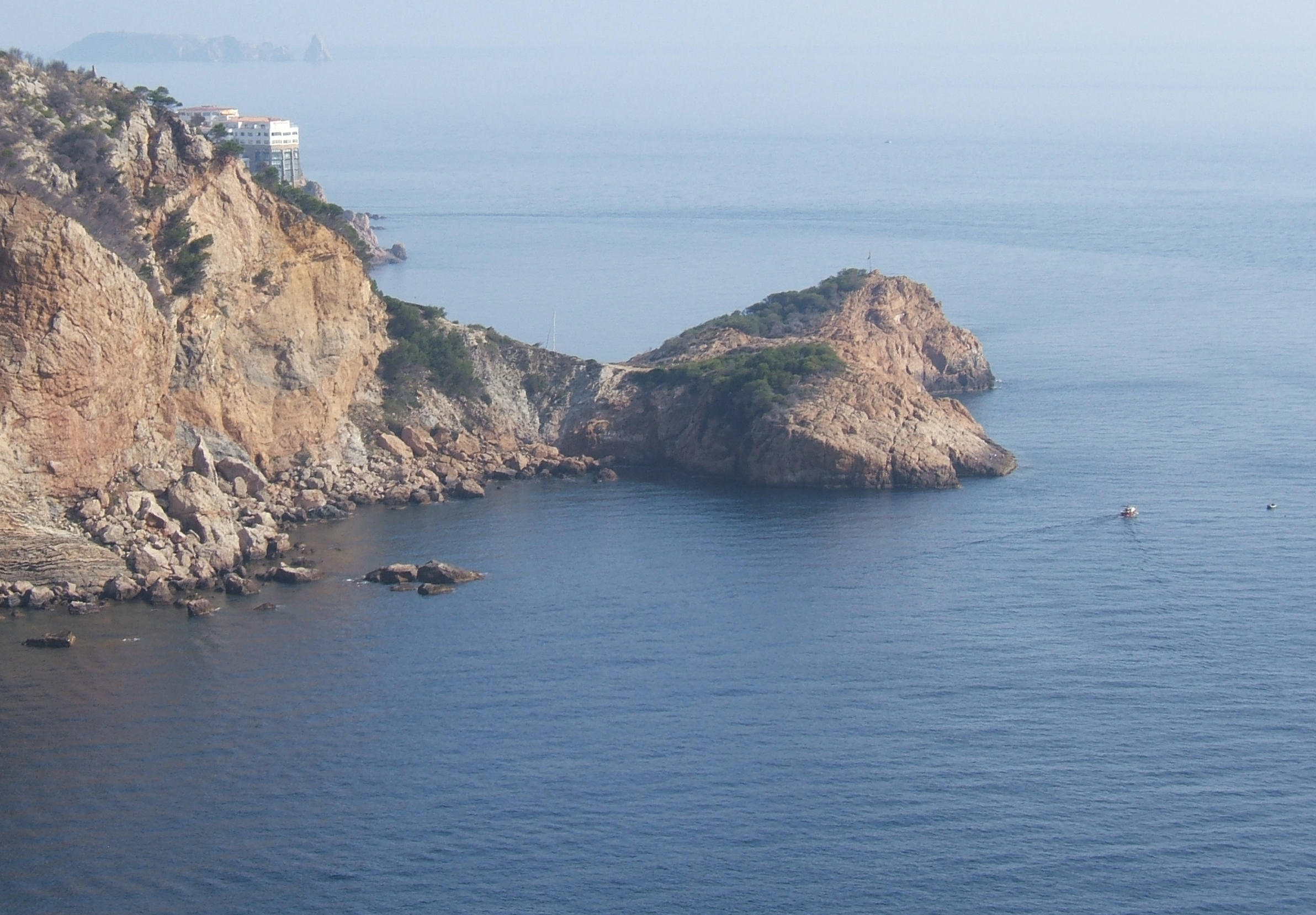
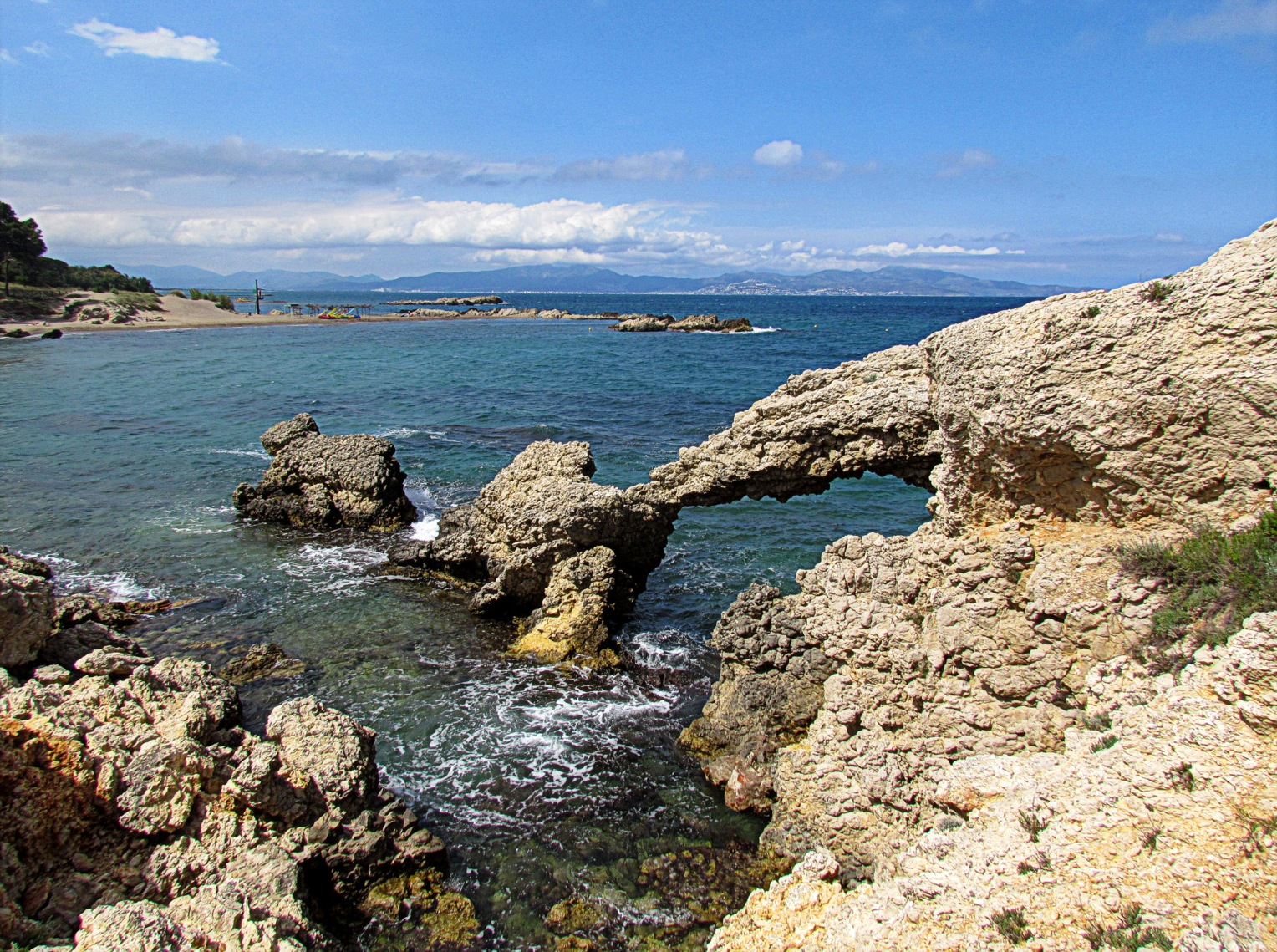
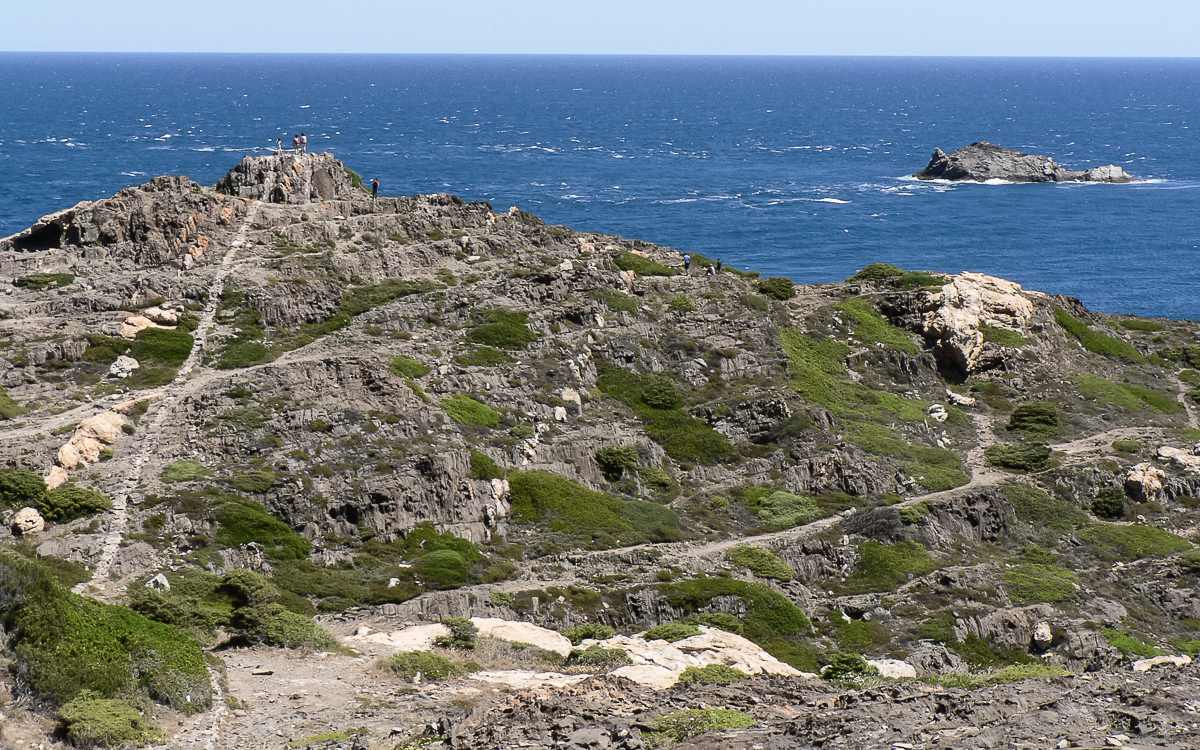
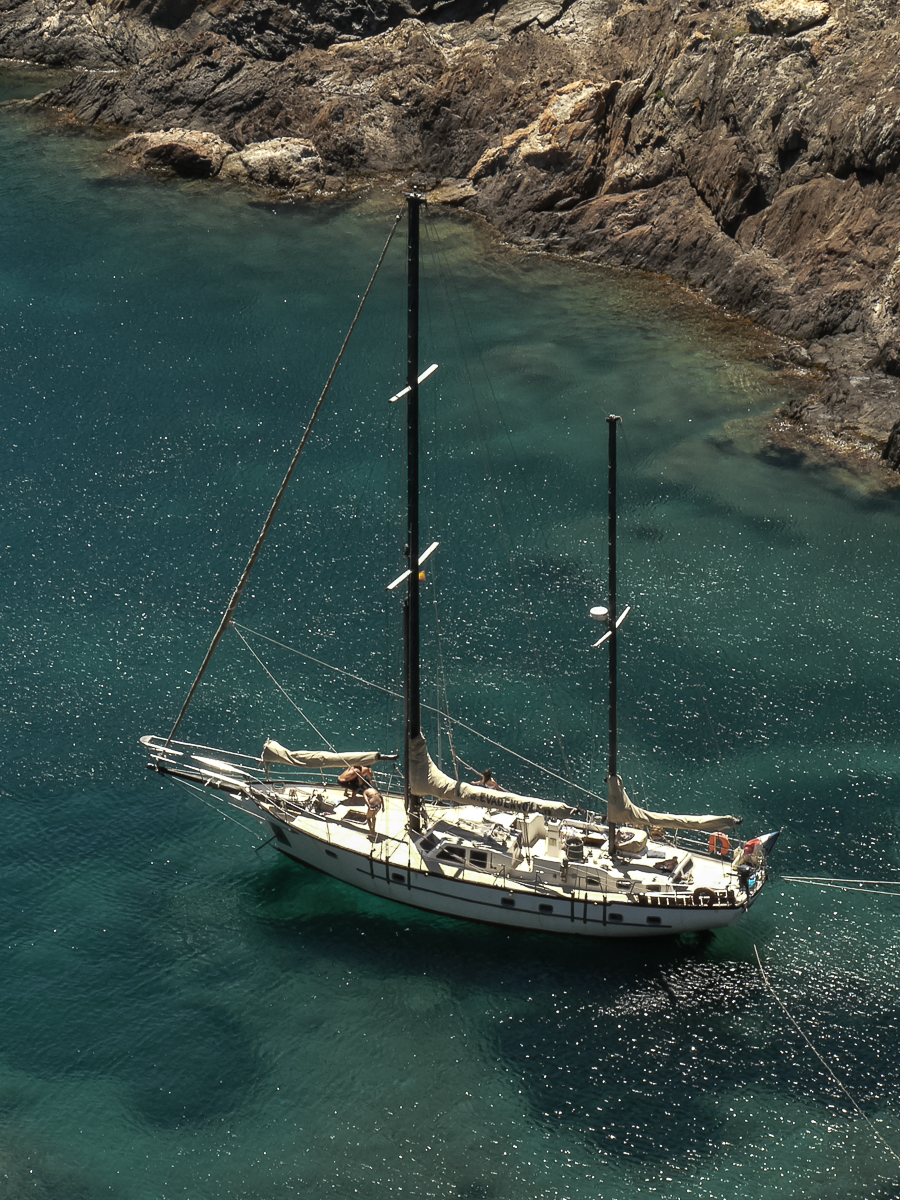
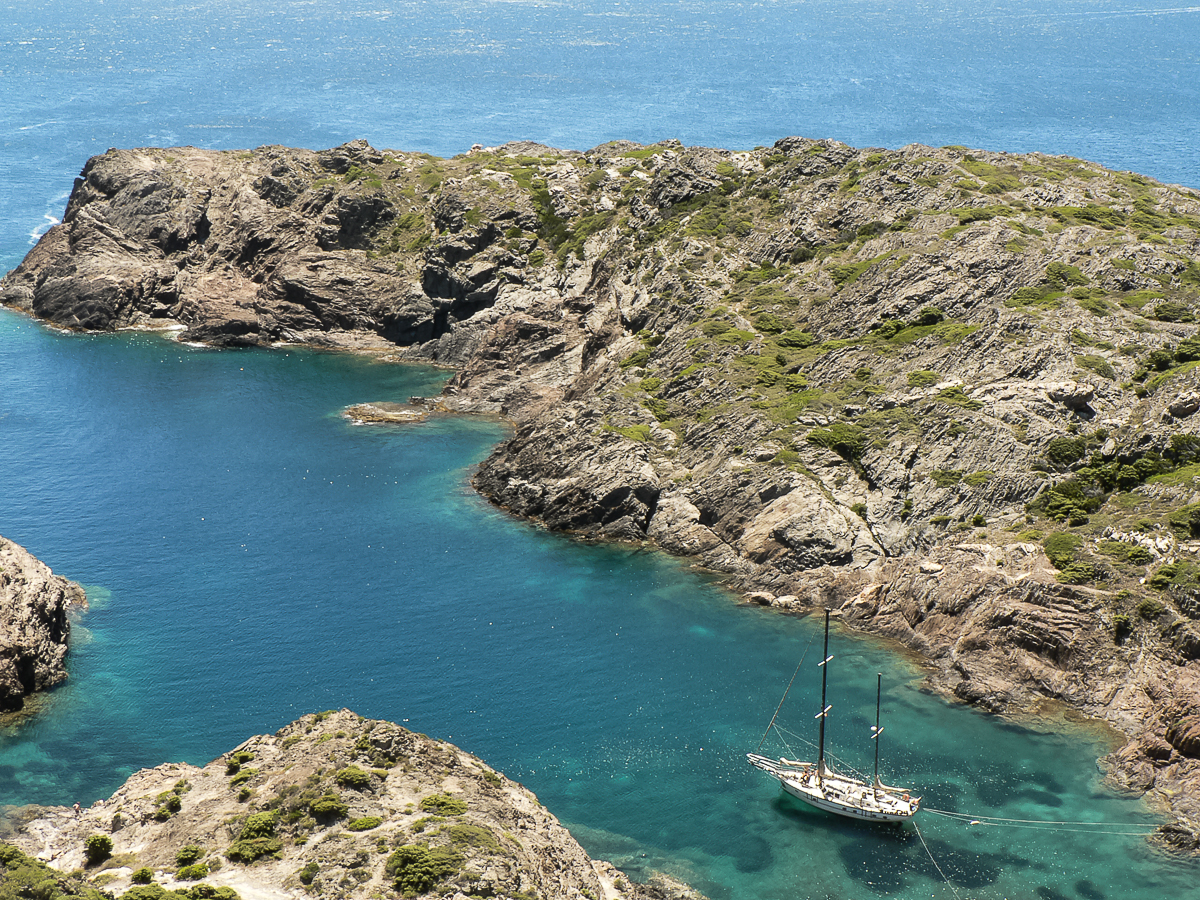
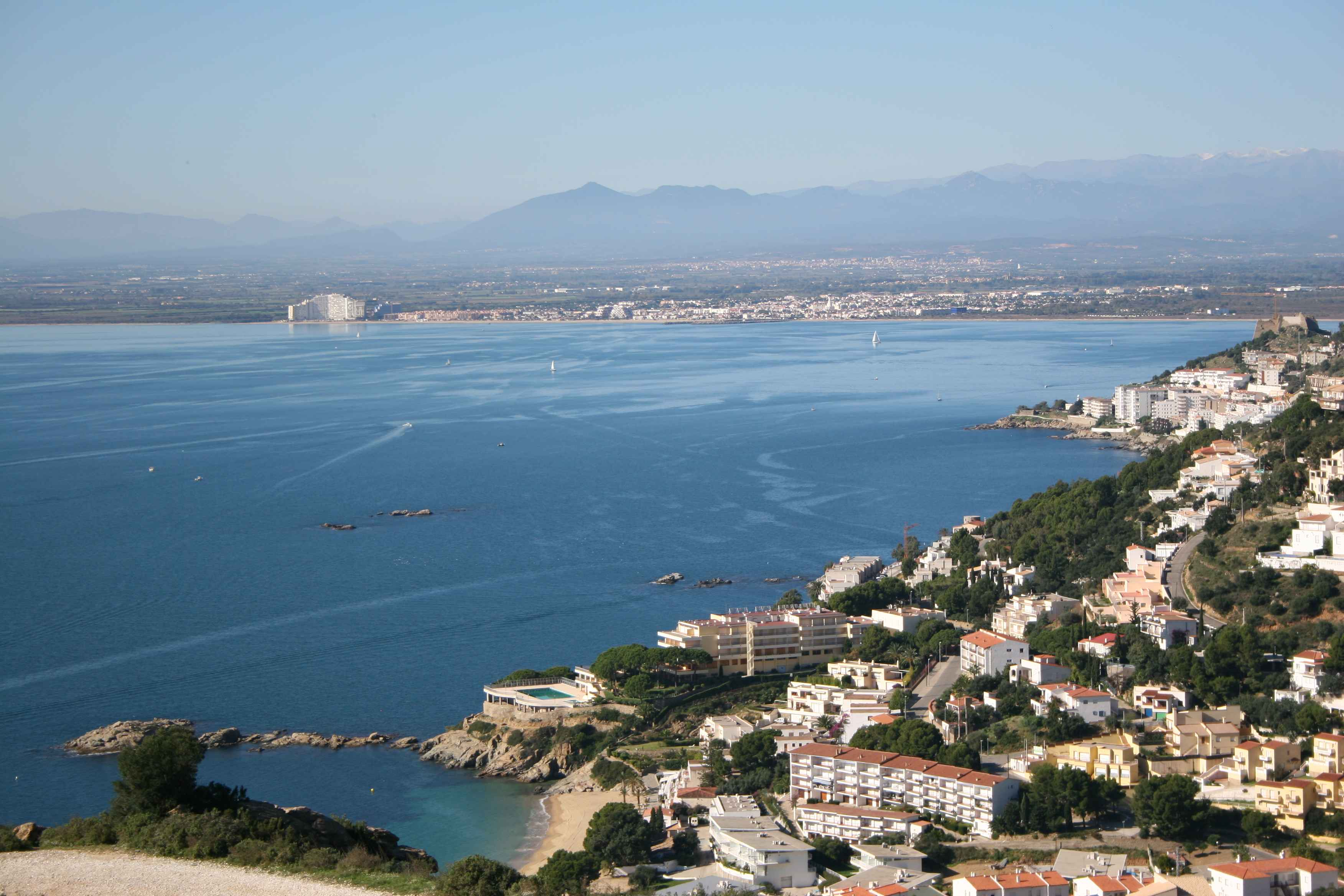
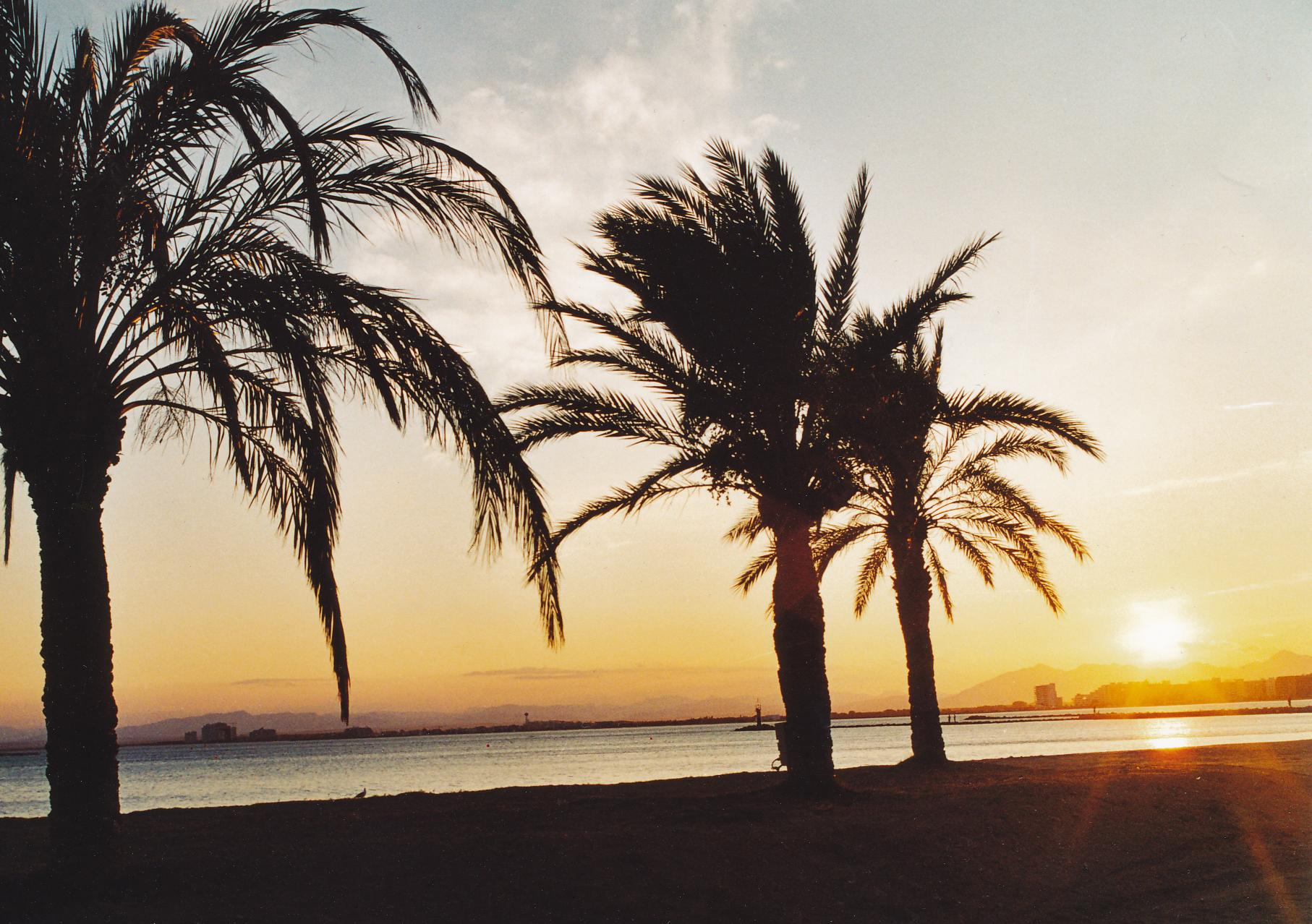
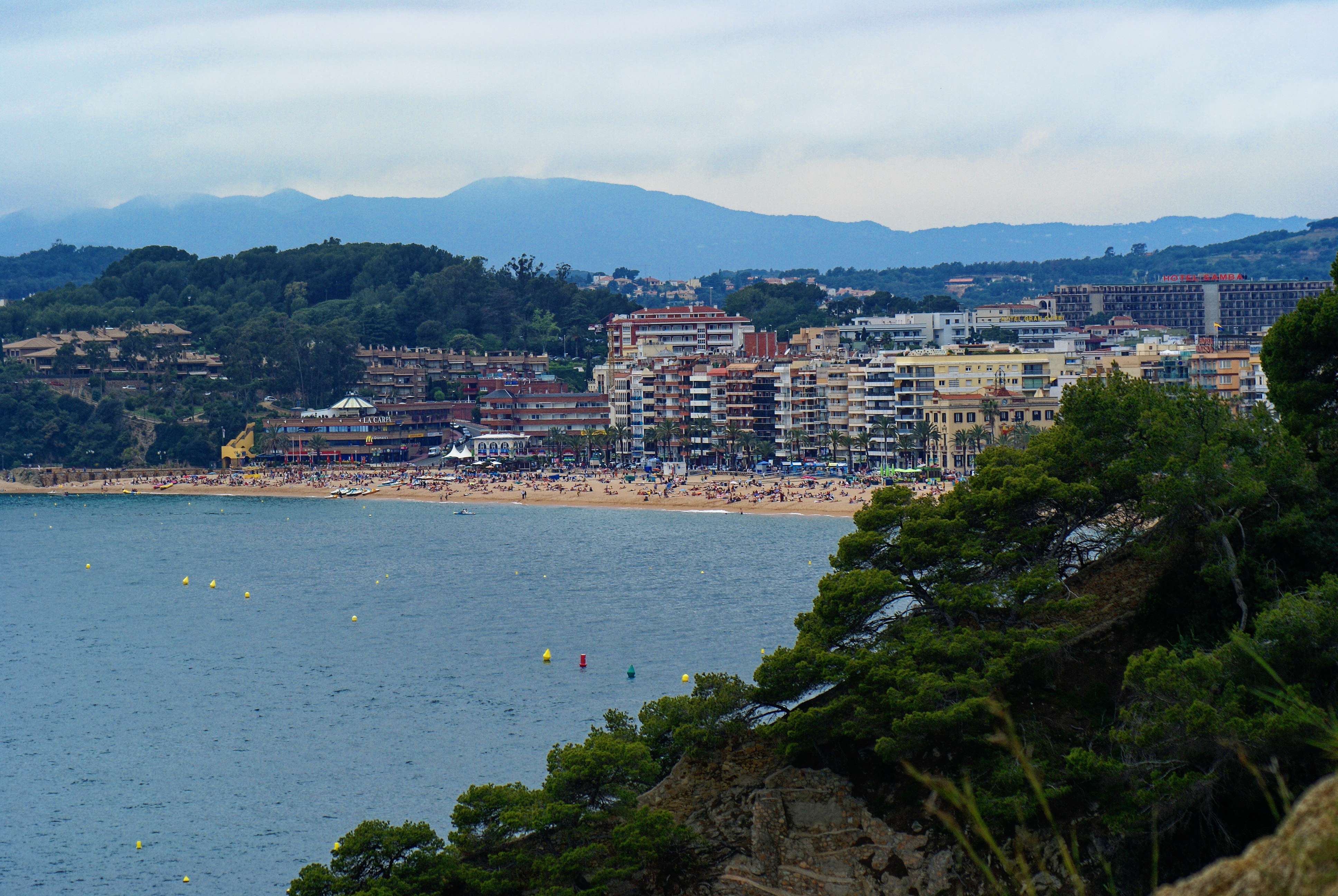
Costa Brava – Lloret de Mar